# Bečevica
Bečevica (en serbe cyrillique : Бечевица) est un village de Serbie situé dans la municipalité de Knić, district de Šumadija. Au recensement de 2011, il comptait 282 habitants.

## Démographie
| 1948 | 1953 | 1961 | 1971 | 1981 | 1991 | 2002 | 2011 |
| ---- | ---- | ---- | ---- | ---- | ---- | ---- | ---- |
| 709  | 683  | 646  | 609  | 491  | 450  | 364  | 282  |

|  |